# Jiří Koníček
Jiří Koníček (* 1963) je český římskokatolický duchovní olomoucké arcidiecéze a prezident Cyrilometodějské křesťanské akademie (dříve Moravsko-slezské křesťanské akademie).

## Život
Vystudoval Katolickou teologickou fakultu Univerzity Karlovy.
Jako duchovní působil mj. ve farnostech Rýmařov a Penčice. V letech 2013-2025 působil jako kaplan v katedrální farnosti u svatého Václava v Olomouci a excurrendo kaplan ve farnosti Olomouc-Hodolany.  
Po dokončení doktorátu teologie a udělení licenciátu kanonického práva založil s několika kolegy Centrum pro dialog církve a státu, jehož je doposud výkonným předsedou a ideovým tvůrcem. Aktivně se podílí jako člen na činnosti Mariánského kněžského hnutí a dalších duchovních činností. Spoluzaložil nebo byl aktivně činný v rámci fungování CEVRO Institutu, Společnosti pro obnovu Mariánského sloupu, Moravsko-slezské křesťanské akademie a Hnutí obnovy duchovních tradic. V Moravsko-slezské křesťanské akademii je navíc od února 2017 řádně zvoleným prezidentem.
Několikrát organizoval putování s Paládiem země české Prahou, za účelem podpory duchovní tradice mariánských sloupů založil roku 2016 Hnutí obnovy duchovních tradic, které vyzvalo k pravidelnému duchovnímu setkávání u mariánských morových sloupů a vydalo za tímto účelem také modlitební příručku.
Zabýval se po historicko-právní stránce otázkou modus vivendi. V rámci Společnosti pro dialog církve a státu uskutečnil několik sympozií a kolokvií na téma dějin z oblasti církevně-právních vztahů od dob josefinismu až po nedávnou současnost.

### Články
- "Situace české dominikánské provincie v období 2. světové války a bezprostřední poválečná obnova (1938–1948)" In Katolická církev v období rozpadu Československá (1939–1945), Cyrilometodějská teologická fakulta Univerzity Palackého a Centrum pro dilog církve a státu, Olomouc 2009. 162 s.
- "Mons. Oldřich Zlámal – kněz a sjednotitel československého osvobozovacího hnutí v USA." In: Osobnost v církvi a politice : čeští a slovenští křesťané ve 20. století / Brno : Centrum pro studium demokracie a kultury (CDK), 2006 s. 146–154.
- "Msgre Jan Šrámek – kněz a politik."In: Církev v české a slovenské historii, Olomouc : Společnost pro dialog církve a státu, 2004 s. 77–95.